# Істочне (Перекопський район)
Істо́чне (крим. İstoçne, раніше Адій-Кийгач, крим. Adiy Qıyğaç) — село Перекопського району Автономної Республіки Крим. 
Розташоване на сході району, на березі Кирлеуцького озера. 
В останній період Кримського ханства Кийгач входив до кадилика Кирп Баул Перекопського каймаканства, вперше зустрічається в Камеральному Описі Криму… 1784 року.

## Населення

### Мова
Розподіл населення за рідною мовою за даними перепису 2001 року:
| Мова              | Відсоток |
| ----------------- | -------- |
| російська         | 59,96%   |
| кримськотатарська | 19,63%   |
| українська        | 18,96%   |
| інші              | 1,45%    |